# Coglès
Coglès era un comune francese di 650 abitanti situato nel dipartimento dell'Ille-et-Vilaine, nella regione della Bretagna. Il 1º gennaio 2017 si fuso con Montours e La Selle-en-Coglès per formare il nuovo comune di Portes-du-Coglais di cui è comune delegato.

## Società

### Evoluzione demografica
Abitanti censiti